# Mjaundscha
Mjaundscha (russisch Мя́унджа) ist eine Siedlung städtischen Typs in der Oblast Magadan (Russland) mit 1069 Einwohnern (Stand 1. Oktober 2021).

## Geographie
Der Ort liegt gut 430 km Luftlinie nordnordwestlich des Oblastverwaltungszentrums Magadan im Kolymagebirge am rechten Ufer des namensgebenden Flusses Mjaundscha im System des linken Kolyma-Quellflusses Ajan-Jurjach.
Mjaundscha gehört zum Rajon Sussumanski und befindet sich knapp 60 km nordwestlich von dessen Verwaltungszentrum Sussuman. Die Siedlung ist Sitz der Stadtgemeinde (gorodskoje posselenije) Possjolok Mjaundscha, zu der außerdem die 7 km südwestlich gelegene Siedlung Kedrowy gehört.

## Geschichte
Die Siedlung entstand ab 1950 im Zusammenhang mit der Errichtung des Wärmekraftwerkes Arkagalinskaja GRES, dessen erster Block mit einer Leistung von 25 MW 1955 in Betrieb genommen wurde. Seit 1957 besitzt Mjaundscha den Status einer Siedlung städtischen Typs.

### Bevölkerungsentwicklung
| Jahr | Einwohner |
| ---- | --------- |
| 1959 | 4390      |
| 1970 | 3342      |
| 1979 | 5001      |
| 1989 | 5090      |
| 2002 | 2131      |
| 2010 | 1663      |
| 2021 | 1069      |

Anmerkung: Volkszählungsdaten

## Wirtschaft und Verkehr
Ortbildendes Unternehmen ist das Wärmekraftwerk Arkagalinskaja GRES mit einer Leistung von heute 224 MW, das von Magadanenergo betrieben wird und nach dem Kolyma-Wasserkraftwerk bedeutendster Elektroenergielieferant der Oblast ist.
Einige Kilometer westlich der Siedlung, zwischen Mjaundscha und Kedrowy, führt die Fernstraße R504 Kolyma vorbei, die Magadan mit Nischni Bestjach bei Jakutsk verbindet (bisher M56, Nummer noch bis 2017 alternativ in Gebrauch). Von Mjaundscha in südöstlicher Richtung zunächst den Fluss Mjaundscha aufwärts und über einen etwa 1200 m hohen Pass verläuft eine alternative Route nach Sussuman, die zwar kürzer, aber unbefestigt ist.